# Xã Fairview, Quận Jones, Iowa
Xã Fairview (tiếng Anh: Fairview Township) là một xã thuộc quận Jones, tiểu bang Iowa, Hoa Kỳ. Năm 2010, dân số của xã này là 7.383 người.